# Гуйянський метрополітен
Гуйянський метрополітен (кит.: 贵阳轨道交通) — лінія метро в місті Гуйяні провінції Гуйчжоу, КНР. Метрополітен відкрився 28 грудня 2017 року.

## Історія
Проєкт будівництва метро в місті був затверджений у квітні 2013 року. Будівництво почалося в жовтні того ж року. Початкова ділянка відкрита в грудні 2017 року складається з 10 станцій та 12,9 км, 1 грудня 2018 року відкрилися ще 14 станцій.

## Лінії
- Лінія 1 (зелена) — 24 станцій (20 підземних) та 33 км.
- Лінія 2 (синя) — у 2019 році відкриються 24 станції та 27,6 км.

## Розвиток
Планується розширення Лінії 2 ще на 8 станцій та 12,8 км. В подальших планах побудувати в місті ще три лінії.